# Rebecca Shoichet
Rebecca Shoichet (pronunciato shoy-ket) (Sydenham, 6 febbraio 1975) è una doppiatrice e cantante canadese.
Attualmente lavora per la Ocean Productions a Vancouver.
È nota per il lavoro di doppiaggio svolto nelle serie animate InuYasha, Mobile Suit Gundam, Nana e nel lungometraggio animato My Little Pony - Equestria Girls.

## Filmografia

### Televisione
- Arrow - serie TV, episodi 2x13, 2x15 (2014)

### Doppiaggio
- Nana - Nana Osaki
- .hack//Roots - Saburou
- InuYasha - Sota Higurashi (stagione 2), Enju (ep. 92), Soten (ep. 68)
- InuYasha the Movie 3: Swords of an Honorable Ruler - Sota Higurashi
- InuYasha the Movie 4: Fire on the Mystic Island - Asagi, Lady Kanade
- Mobile Suit Gundam SEED - Mayura Labatt, Caridad Yamato
- Mobile Suit Gundam SEED Destiny - Caridad Yamato
- Tokyo Underground - Chelsea Rorec
- Fantastic Four: World's Greatest Heroes - Jennifer Walters/She-Hulk
- Star Ocean EX - Yuki
- Hamtaro - Prince Bo
- Iron Man: Armored Adventures - Tricia
- Powerpuff Girls Z - Annie, Sedusa, madre di Ken
- My Little Pony: Friendship is Magic - Twilight Sparkle (canto)
- The Adventures of Maya the Bee - Willi[3]
- My Little Pony - Equestria Girls - Sunset Shimmer, Twilight Sparkle (canto)
- Travelers - serie TV, 5 episodi (2018) - voce dell'IA

## Doppiatrici italiane
Da doppiatrice, è stata sostituita da:
- Emanuela Pacotto in My Little Pony (come Twilight Sparkle)
- Sabrina Bonfitto in My Little Pony (come Sugar Belle)
- Gemma Donati in Travelers